# Kühlschranktest
Der sogenannte Kühlschranktest ist ein qualitatives Nachweisverfahren für Chylomikronen. Bei dem Verfahren wird Nüchtern-Blutserum über Nacht bei 4 °C gelagert. Entsteht dabei oben eine „Rahmschicht“, gilt dies als positiver Nachweis von Chylomikronen. Eine homogene Trübung dagegen würde auf eine erhöhte Konzentration der VLDL (Very Low Density Lipoprotein) hindeuten. Dieser Test hat differentialdiagostische Bedeutung bei der Diagnostik von Störungen des Fettstoffwechsels.